# Sphaerostephanos braithwaitei
Sphaerostephanos braithwaitei är en kärrbräkenväxtart som beskrevs av Holtt. Sphaerostephanos braithwaitei ingår i släktet Sphaerostephanos och familjen Thelypteridaceae. Inga underarter finns listade.